# ما هیچگاه تنها نیستیم
ما هیچگاه تنها نیستیم (چکی: Nikdy nejsme sami) یک فیلم درام چکی است که در سال ۲۰۱۶ منتشر شد. از بازیگران آن می‌توان به لنکا ولاساکووا، کلاودیا دودووا و کارل رودن اشاره کرد.